# Daniel Féret
Daniel Féret (Momignies, 7 agosto 1944) è un politico belga, fondatore e leader del Fronte Nazionale. È stato europarlamentare della IV legislatura.

## Biografia
Studiò medicina all'Université catholique de Lille e all'Université libre de Bruxelles. Lavorò poi come medico.
In gioventù, fu membro dell'organizzazione neofascista Jeune Europe. In seguito, senza molto successo, fu attivo in varie organizzazioni politiche. Nel 1985, fondò e divenne il leader del Fronte Nazionale, basato sul modello del Front National francese di Jean-Marie Le Pen. Il nuovo partito riunì vari circoli di estrema destra, tra cui attivisti neonazisti. Daniel Féret guidò questo raggruppamento ininterrottamente fino al 2007, quando fu destituito per decisione del politburo. Nel frattempo, dal 1994 al 1999, fu europarlamentare della IV legislatura. Fu anche eletto al Parlamento della Regione di Bruxelles-Capitale (l'ultima volta nel 2004).
Nel 2006, è stato condannato a 250 ore di servizio comunitario non retribuito e a dieci anni di divieto elettorale per aver distribuito volantini razzisti. Nel 2014, è stato multato per falsificazione e appropriazione indebita di fondi del Fronte Nazionale tra il 1989 e il 2007.